# Карточето
Карточѐто (на италиански: Cartoceto, на местен диалект Cartucèt, Картучет) е градче и община в Централна Италия, провинция Пезаро и Урбино, регион Марке. Разположено е на 235 m надморска височина. Населението на общината е 8001 души (към 2011 г.).